# أمبير

أمبير واحد يُعادل كولوم واحد في الثانية

شكل يوضح تعريف الأمبير

الأمبير (بالإنجليزية: Ampere)‏ هو وحدة القياس الأساسية للتيار الكهربائي في نظام الوحدات الدولي، وفي النظام المتري. يُرمز للأمبير بالعربية بالحرف أ (وباللاتينية بالحرف A أو amp). أطلق اسم الأمبير على وحدة القياس نسبةً للعالم الفيزيائي الفرنسي أندري ماري أمبير (1775–1836م) الذي يُعتبَر الأب المؤسس للكهرومغناطيسية.

## التعريف
يُعرّفُ الأمبير <{\displaystyle A} علمياً على أنه شدة التيار {\displaystyle I} الناتج عن مرور شحنة قدرها كولوم واحد {\displaystyle C} خلال مُوَصِّلٍ في ثانيةٍ واحدةٍ {\displaystyle s}:
1 أمبير {\displaystyle =} 1 كولوم1 ثانية
{\displaystyle {\rm {1\ A=1{\tfrac {C}{s}}}}}
تطبيقيّاً، يُقاس الأمبير بشدة التيار الكهربائي المار في سلكين متوازيين في فراغٍ يبعدان عن بعضهما مسافة متر واحد، وتبلغ قوة التجاذب أو التنافر بينهما 0.0000002 نيوتن لكل متر من طول السلكين.

## القيم الأسية
نظراً لأن وحدة الأمبير تعتبر وحدة كبيرة، تستعمل في الإلكترونيات وحدات أصغر لتسهيل الاستخدام والحساب، منها:
ميلي أمبير  = 1000/1 من الأمبير.
ميكرو أمبير = 1000,000/1 من الأمبير.
مثال: يبلغ التيار الناتج في الصمام الضوئي عدة ميكرو أمبير.

## العلاقات والقوانين

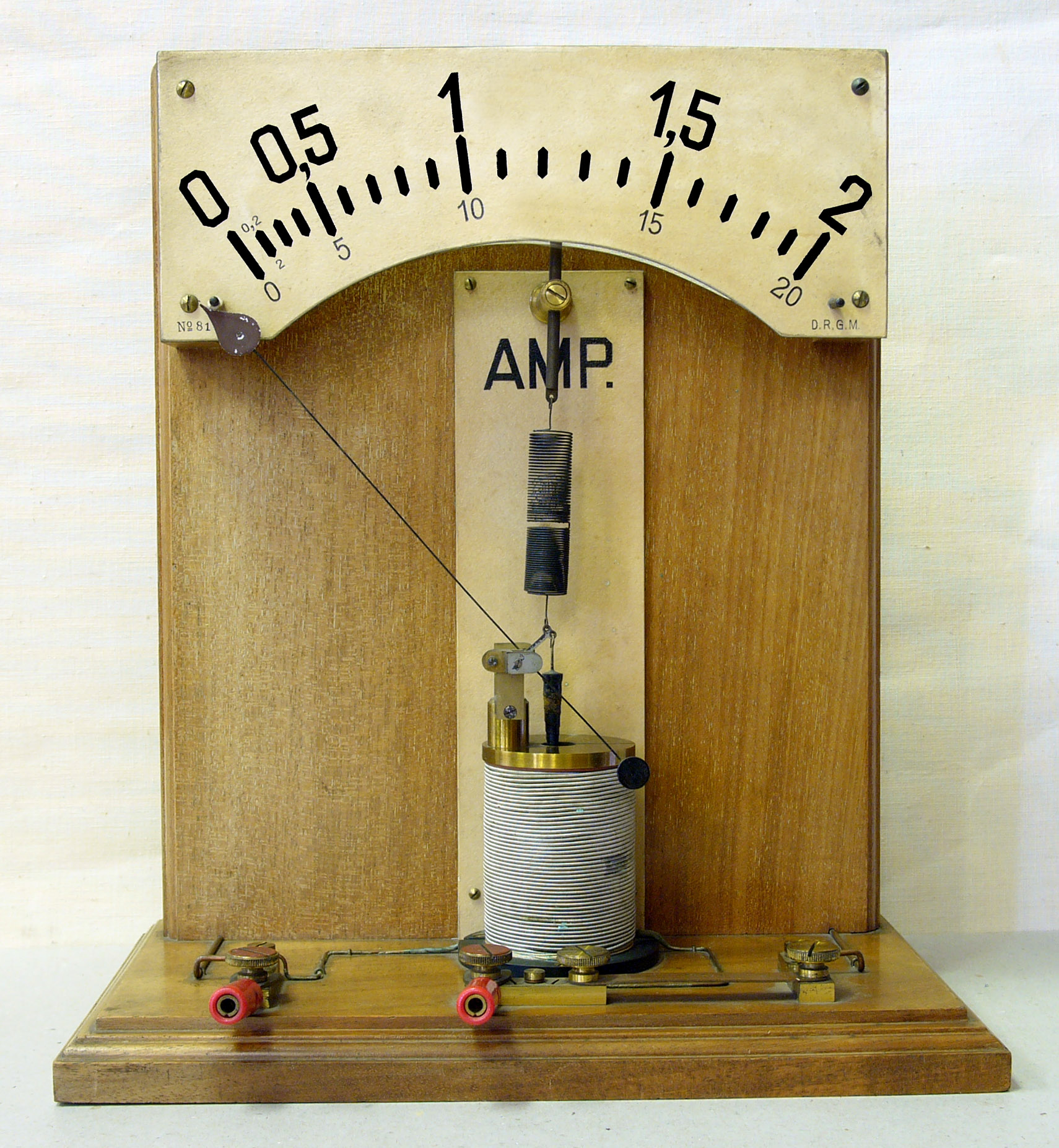
توضيح كيفية قياس أمبيرومتر. عند زيادة التيار في الملف ينجذب القلب الحديدي أكثر إلى الملف مما يجعل المؤشر ينزاح أكثر إلى اليمين. وتكون القراءة بالأمبير

حاصل ضرب الأمبير في الجهد عبر موصل تعطي كمية الطاقة الكهربائية التي مرت في الموصل:
1 واط = 1 فولت × 1 أمبير.
الخصائص الفيزيائية للمادة يعبر عن توصيلها للكهرباء بالأمبير الذي تتحمله المادة دون انصهار.
يقاس التيار بوحدة أمبير، ويقاس الجهد بوحدة فولت.
وحسب قانون أوم:
1 أمبير = 1 فولت / أوم
حيث الأوم هو المقاومة الكهربائية (لسلك مثلًا أو لموصل كهربائي بصفة عامة).